# Apple Magic Trackpad

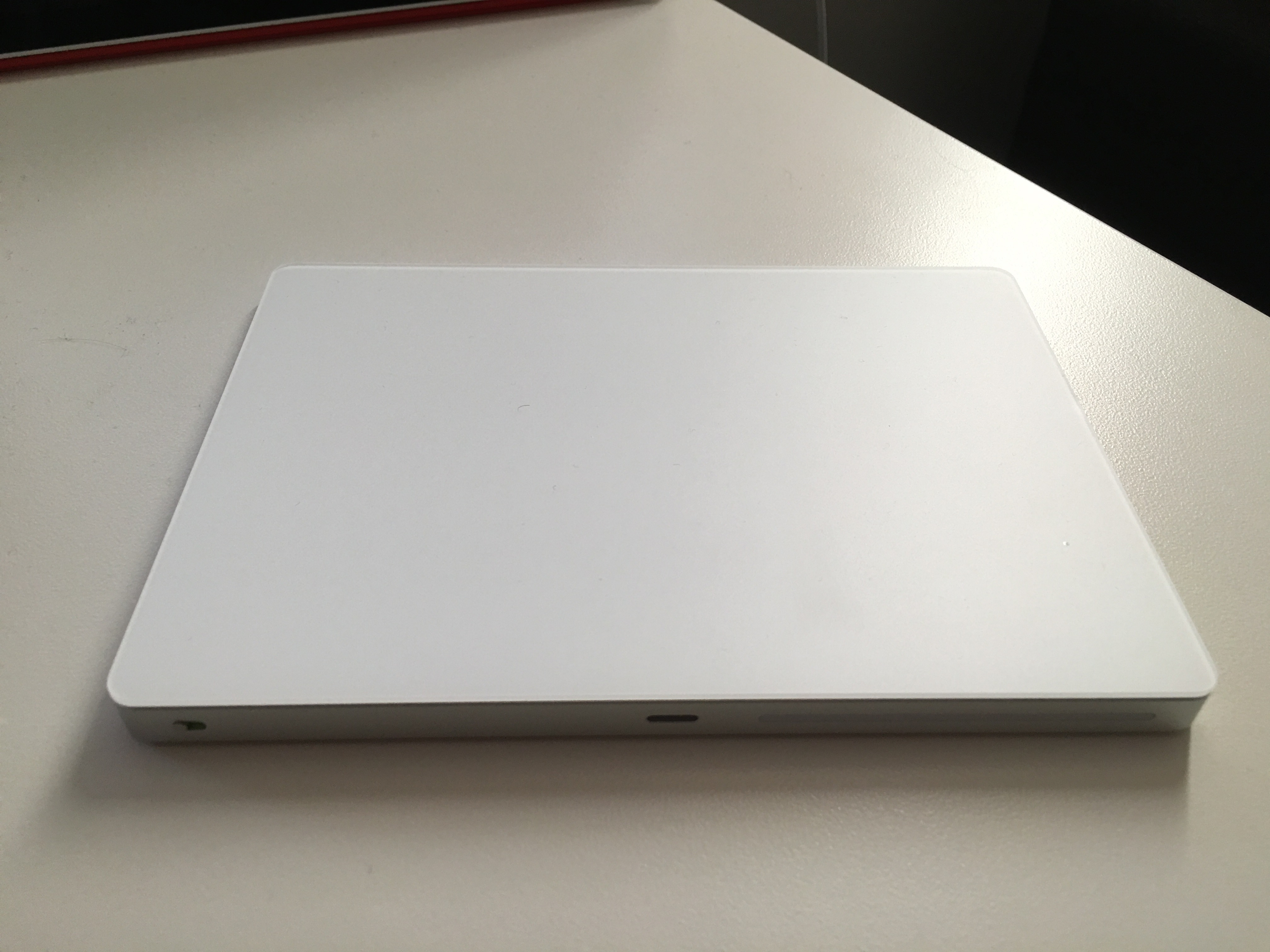
Ein Magic Trackpad (2. Generation)

Das Magic Trackpad ist ein Multi-Touch-Trackpad der Firma Apple. Es wurde am 27. Juli 2010 vorgestellt. Verglichen mit den Trackpads der MacBook- und MacBook-Pro-Serie ist das Magic Trackpad etwa 20 % größer. Am 13. Oktober 2015 wurde die zweite Generation, das Magic Trackpad 2, mit Lightning-Schnittstelle, Lithium-Ionen-Akku und Taptic Engine veröffentlicht. Im Jahr 2021 wurde die dritte Generation, das Magic Trackpad 3 (manchmal schlicht "Magic Trackpad"), veröffentlicht und ist seit spätestens März 2022 einzeln erhältlich. 2024 folgte ein neues Modell, das nun einen USB-C-Anschluss hat.

## Funktionsweise
Das Magic Trackpad besitzt wie die Apple Magic Mouse eine Multi-Touch-Oberfläche, welche in ihrer Funktionsweise dem Trackpad der aktuellen Apple-Notebooks beziehungsweise den Bildschirmen von iPhone, iPad oder iPod touch ähnlich ist. Es gibt verschiedene Gesten, um den Computer zu bedienen. Durch einfache Auf- oder Abwärtsbewegungen mit zwei Fingern kann der Benutzer beispielsweise scrollen. Es unterstützt Gesten wie das Streichen durch Webseiten wie in einem Buch oder auch dynamisches Scrollen. Die ganze Oberfläche ist außerdem eine Taste zum Klicken. Das Magic Trackpad besteht aus geformtem Aluminium sowie berührungsempfindlichem und verschleißfestem Glas.
Die erste Generation wird mit zwei austauschbaren AA-Batterien betrieben, die zweite Generation mit aufladbaren Akku. Die Verbindung zu einem Mac findet via Bluetooth statt.
Für Windows-PCs sind Treiber von Drittanbietern verfügbar.

## Systemvoraussetzungen

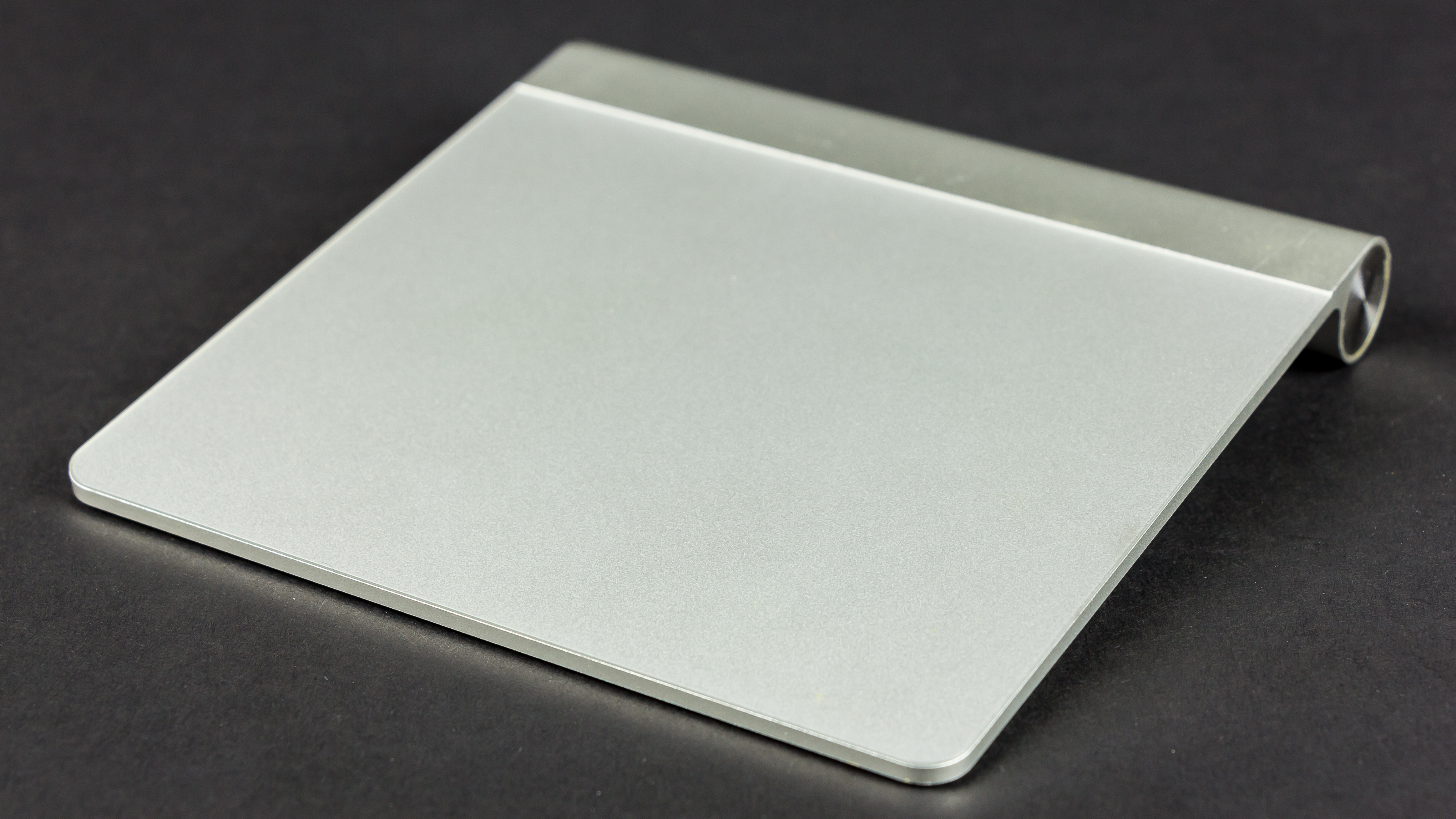
Ein Magic Trackpad der 1. Generation

### 1. Generation
- Bluetooth-fähiger Mac mit Mac OS X Snow Leopard 10.6.4 oder höher[1]

### 2. Generation
Quelle: History Of Apple Magic Trackpad That You Must Know In 2022
- Mac mit Bluetooth 4.0 und OS X 10.11 oder neuer
- iPad mit iPadOS 13.4 oder höher

### 3. Generation
Quelle: Magic Trackpad bei apple.com bzw. Magic Trackpad – Schwarze Multi-Touch Oberfläche
- Bluetooth-fähiger Mac mit OS X 10.11 oder neuer
- iPad mit iPadOS 13.4 oder neuer